# Damigella in pericolo

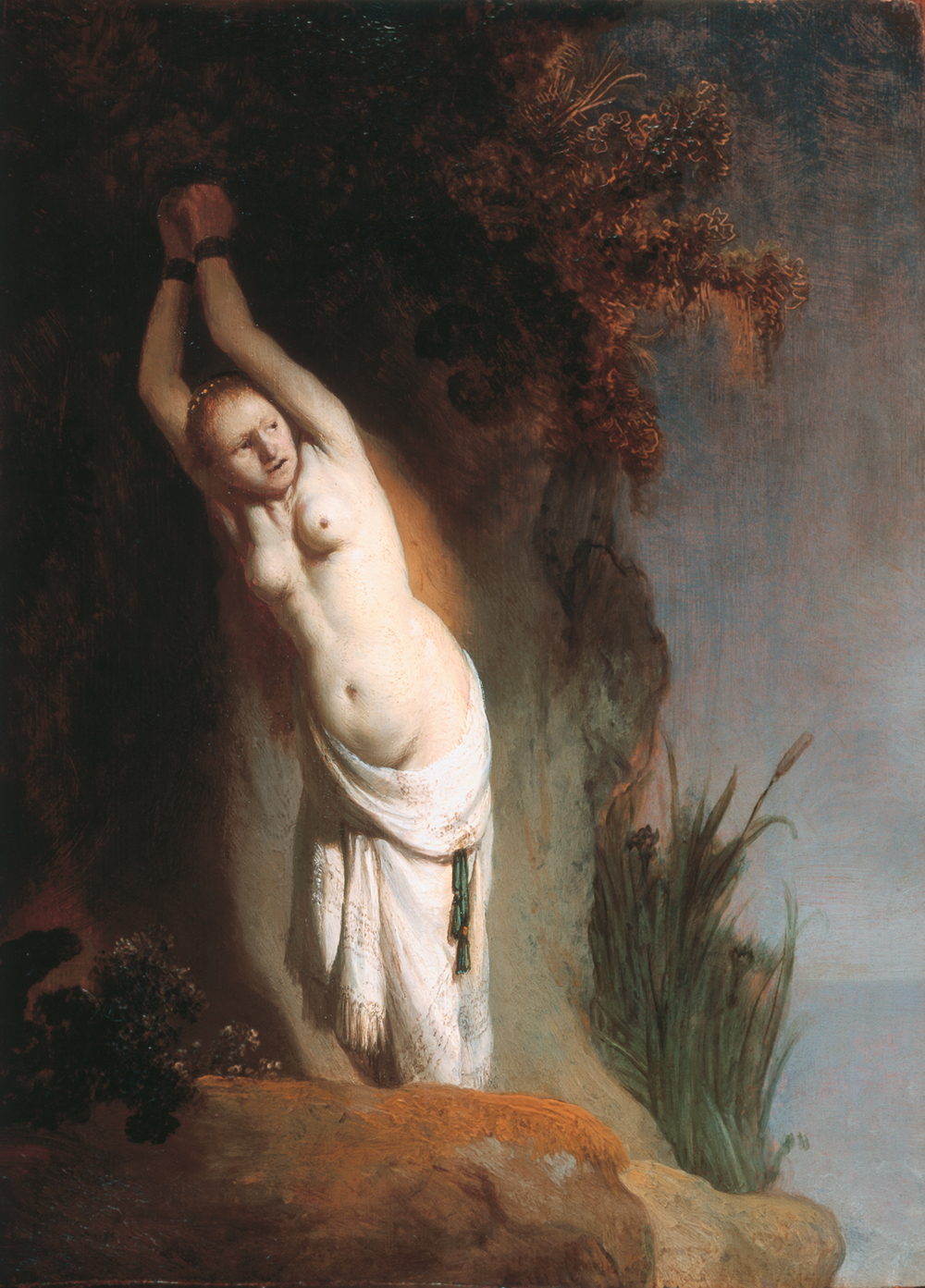
Andromeda incatenata ad una roccia, dipinto di Rembrandt

La damigella in pericolo (o fanciulla in pericolo o da salvare) è un personaggio stereotipato presente in numerose opere di letteratura, arte e cinema, e in particolare del melodramma. 
“Damigella” è un termine arcaico, mutuato dal francese demoiselle, un titolo nobiliare. In lingua inglese è diffusa l'espressione damsel in distress, spesso presente con l'acronimo DiD.

## Topos
È rappresentata generalmente da una giovane donna nubile, che viene messa in una situazione pericolosa da un cattivo, da un mostro o da un drago in modo tale che sia necessario un salvataggio da parte dell'eroe. L'antagonista dell'eroe finisce sconfitto in maniera plateale mentre l'eroe che salva la fanciulla, generalmente all'ultimo momento, è da questa generosamente ringraziato nel finale.
Nella cultura contemporanea la damigella in pericolo è una figura tipica in ambito fumettistico o nei cartoni : molti personaggi femminili, poi evolutisi col tempo, sono nati con questo ruolo, ne sono un esempio Lois Lane, Minni e Olivia Oyl.

## Accezione e significati
Negli Stati Uniti tale  termine è usato anche in chiave dispregiativa nell'ambiente femminista per indicare quel tipo di donna che apparentemente non sa fare nulla di utile, una donna che senza un aiuto esterno, generalmente maschile, non sembra in grado di uscire da situazioni difficili o impreviste.

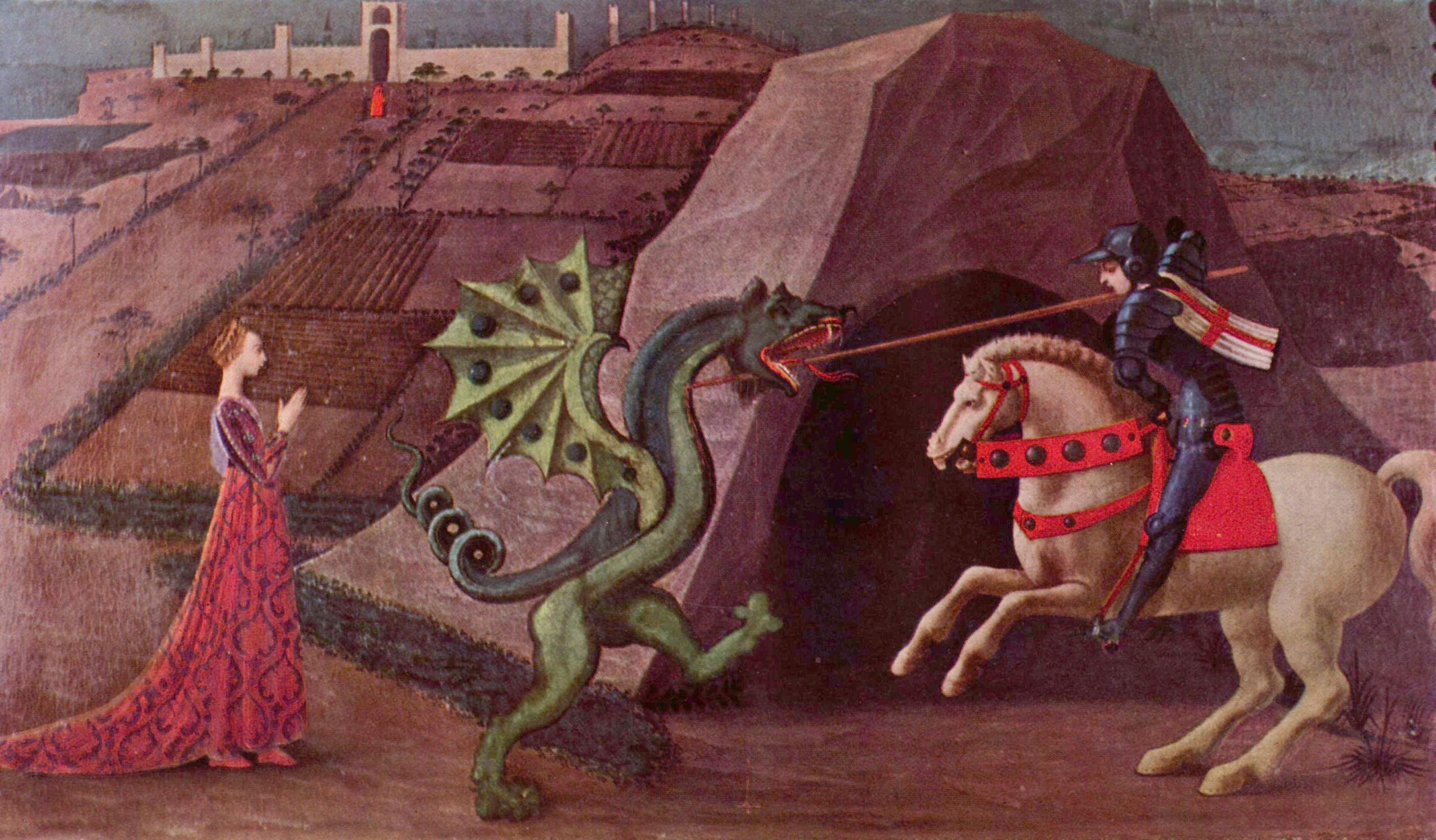
La principessa e il drago, Paolo Uccello, c. 1470
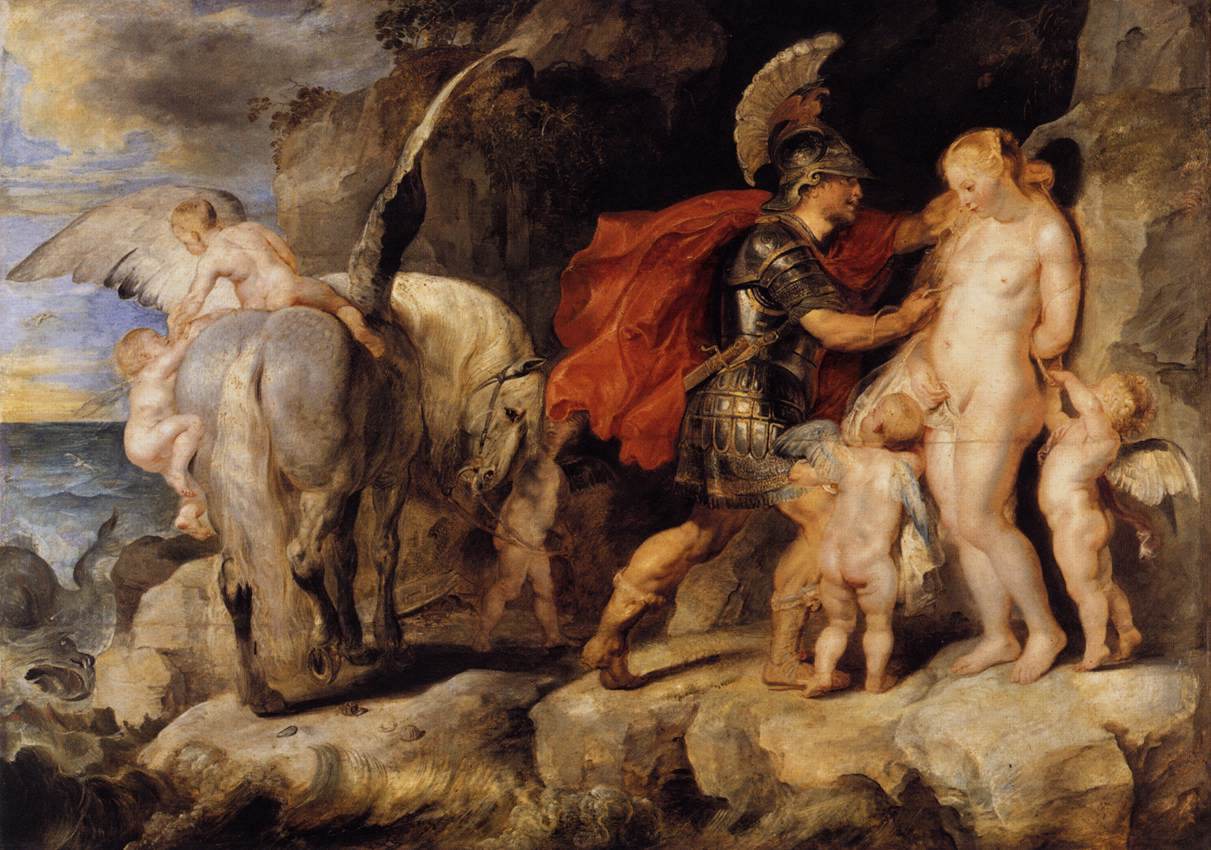
Perseo libera Andromeda, dipinto di Peter Paul Rubens, 1620
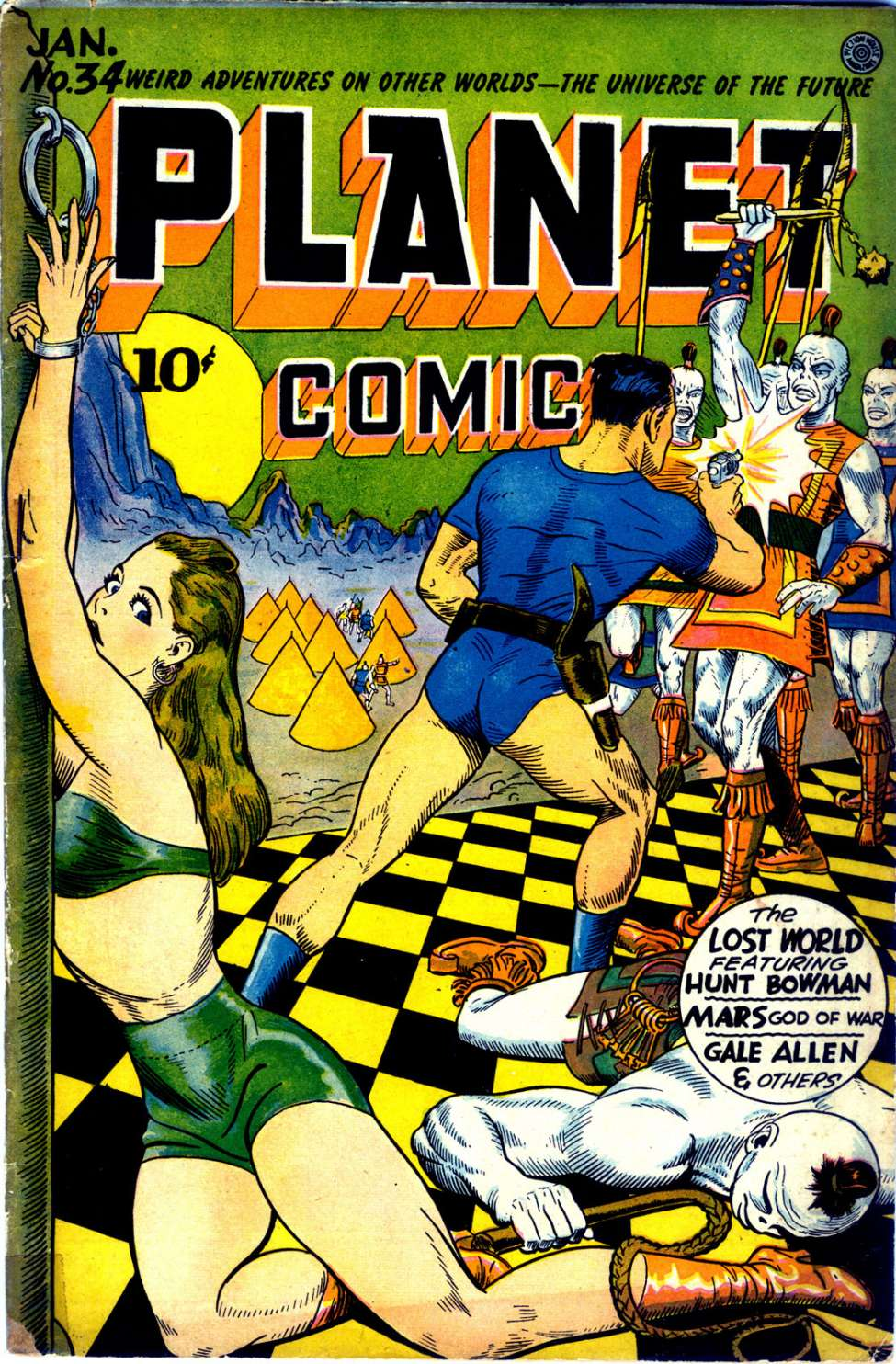
Copertina della rivista a fumetti Planet Comics, gennaio 1945